# Fluch des Südens
Fluch des Südens (Originaltitel: The Sound and the Fury) ist ein US-amerikanisches Filmdrama aus dem Jahr 1959. Die Literaturverfilmung basiert lose auf dem Roman Schall und Wahn von William Faulkner.

## Handlung
Quentin Compson ist eine junge Frau, die unglücklich zu Hause ist. Ohne Eltern lebt sie mit Onkel Ben und Onkel Howard sowie Jason Compson und dessen Mutter Caroline Compson auf dem großen Familienanwesen. Während Ben zurückgeblieben ist, Howard ein Alkoholproblem hat, Caroline sich herrisch bedienen lässt, ist Jason der einzige, der Geld verdient, um die Familie zu versorgen. Dabei wird er selbst von Quentin als ihr Feind angesehen, denn er ist es, der sie immer wieder beim Schulschwänzen erwischt und ihr immer wieder Regeln auferlegt, sich vernünftig zu benehmen. Da er bei seinem Job im Bekleidungsgeschäft von Earl Snopes nicht genügend Geld verdient, muss er auch immer wieder Geld, das von Quentins Mutter kommt, abzweigen. Er begründet es damit, ihr ein Leben, wie das ihrer Mutter, zu ersparen. Stattdessen flüchtet sie immer wieder heimlich aus dem Anwesen, um sich mit dem jungen Charlie Busch zu treffen.
Eines Tages erscheint Caddy Compson in der Stadt, die ihren Bruder Jason besucht, um ihn darum zu bitten, endlich wieder ihre Tochter Quentin sehen zu dürfen. Selbst ein Angebot von 1000 Dollar schlägt er aus und ignoriert ihr Flehen. Abends muss er sich von Quentin anhören, wie unglücklich sie ist und dass sie ans Weglaufen denkt. Also nimmt er sie mit dem Auto mit in die Stadt und fährt langsam an der wartenden Caddy vorbei, bevor er wieder beschleunigt und nach Hause fährt. Am nächsten Tag beschwert sich Caddy bei Jason auf Arbeit, dass sie Quentin mehr als nur einen Augenblick sehen wollte. Dabei hätte Caddy wegen ihres Lebensstils gar nicht verdient, Kontakt mit ihrer Tochter zu haben, meint Jason. Schließlich nimmt er Caddy kurzfristig auch wieder auf sein Anwesen mit, wo sich Mutter und Tochter in die Arme schließen. Endlich könne Caddy wieder für sie da sein und ihr Kleidung kaufen und auf Partys gehen sehen. Doch Quentin hat ganz andere Probleme. In der jahrelangen Einsamkeit war sie nie böse auf ihre Mutter, weil sei immer hoffte, dass sie eines Tages heimkehren werde, um ihr mit Jason zu helfen. Manchmal habe sie so viele Probleme mit ihm, dass sie ihn töten könnte. Caddy missfällt ihre Bitte, schließlich ist sie froh wieder durch das Haus laufen zu dürfen, welches so viel Geschichte in sich berge. Dabei zeigt sie ihren Stolz so offen, dass sie übermütig wird und Jason neckt. Schließlich war er einst als Kind in sie verliebt. Doch Jason missfällt ihr Benehmen, schließlich könne man heutzutage nicht mehr von Geschichte und großen Namen leben, sondern nur noch von harter Arbeit, und er sei es, der als Einziges zwischen der Armut und der Familie stehe.
Er sei es auch, der noch versuche, den Namen der Compsons wieder zu  Ansehen zu bringen. In Gesellschaft müsse man sein Gesicht wahren, weswegen er auch zu den Menschen freundlich ist, die er eigentlich nicht leiden könne, und an Veranstaltungen der besseren Gesellschaft teilnimmt. Bei einer Teestunde mit Mrs. Maud Mansfield darf er sich allerdings anhören, dass sein Name zwar noch gut, er aber nur noch durch eine gute Heirat zu retten sei, wobei ihm auch gleich Effie Mansfield als mögliche Braut angeboten wird. Jason bevorzugt es allerdings, Junggeselle zu bleiben. Später verrät er Quentin in einem Café, dass er wegen seiner Verpflichtungen gegenüber der Familie einfach noch nicht die richtige Frau finden konnte. Dabei spricht er zum ersten Mal so offen über seine Gefühle, dass Quentin eingesteht, dass er gar nicht so schlimm sei, wie sie immer dachte. Jason ist einfach zu beschäftigt den guten Namen der Familie wiederherzustellen. Es war schließlich einst Caddys Verhalten, welches ihn zerstörte und das Restvermögen verbrauchte. Daher ist Jason auch so bemüht, dass Quentin sich nicht so wie ihre Mutter verhält. Mit Charlie hat sie bereits einen jungen Mann an ihrer Seite, der ihr, laut Charlies eigener Aussage, nicht gut tue. Aber weil er ihr immer wieder versichert, wie sehr er sie doch liebt und wie wichtig sie ihm sei, beschließt Quentin ein letztes Mal mit all dem von Jason gestohlenen Geld und Charlie durchzubrennen. Jason kommt allerdings dahinter, verfolgt beide und stellt Charlie schließlich vor die Wahl, entweder das Geld oder Quentin zu nehmen. Beides könne er nicht. Charlie braucht nicht lange und entscheidet sich für das Geld. Enttäuscht verhindert das Quentin, nimmt ihm wieder das Geld ab und lässt ihn davonfahren. Anschließend meint sie zu Jason, dass sie endlich erwachsen  sein und so behandelt werden  möchte, damit sie nie wieder so einen Blödsinn mache. Jason gesteht ihr das zu, schließlich habe er sich ein Leben lang um sie gekümmert und sie erzogen. Nur sei er damit immer noch nicht fertig, meint sie selbst.

## Kritik
Eine „ziemlich genaue Beschreibung des geschwätzigen Films“ sei es, meinte Bosley Crowther von der New York Times, wenn man Macbeth zitieren würde. Schließlich handelt es sich um „nichts mehr als eine Fabel, erzählt von einem Idioten, voll mit Schall und Wahn, die nichts bedeutet.“ Nach einem „formlosen, schwammigen Drehbuch“ sei lediglich eine Geschichte voller „geschwätziger Figuren, die sich andauernd anbrüllen und knurren“ inszeniert worden.
Das Lexikon des internationalen Films meinte: „Auf die Charaktergestaltung hat Martin Ritt seine Regie-Bemühungen in erster Linie verwandt: Der Film ist ein darstellerisches Glanzstück.“

## Hintergrund
1955 verkaufte Faulkner die Verfilmungsrechte von Das Dorf und Schall und Wahn gemeinsam an 20th Century Fox. Als Der lange heiße Sommer und Fluch des Südens wurden beide jeweils nach einem Drehbuch von Ravetch und Frank von Martin Ritt inszeniert. Als einzige Schauspielerin wirkte Woodward in beiden Filmen mit, wobei Fluch des Südens nach Fenster ohne Vorhang und Der lange heiße Sommer bereits der dritte Film von Ritt war, in dem sie mitspielte. Da er allerdings weniger sozialkritisch als „absurd“ war, merkte Woodward verwundert an, dass sie nicht wüsste, „warum Marty diesen Film machte.“
In den 30er und 40er Jahren schrieb Faulkner an mehreren Filmdrehbüchern mit. Es war bekannt, dass er von der Umsetzung seiner Arbeit enttäuscht war. Er selbst las nie das Drehbuch zu Fluch des Südens. Selbst Ritt war im Endeffekt nicht mit dem Film zufrieden: „Ich mochte ihn nicht. Ich habe einige Fehler an dem gemacht. Faulkner sollte ich nicht nochmal machen. Da ist etwas in der Sprache, das zu reich ist. Mit einem großen Schriftsteller wie ihm, ist es hart, weil man in einem Film eine Geschichte erzählen muss, und wenn die Sprache der Star der Geschichte ist, wird sie fast unübersetzbar.“
In Faulkners Roman ist Quentin Compson eigentlich ein Student männlichen Geschlechts, was hier allerdings abgeändert wurde. Ursprünglich sollte Marilyn Monroe die Hauptrolle der Quentin spielen. Sie entschied sich dagegen und spielte stattdessen in Billy Wilders Komödie Manche mögen’s heiß mit. Außerdem waren Kirk Douglas in der Rolle des Jason und sowohl Deborah Kerr als auch  Lana Turner in der Rolle der Caddy vorgesehen.
Lediglich der vierte Teil des Romans wurde verfilmt, wobei man auf Flashbacks verzichtete und die Handlung von 1928 in die 50er Jahre verlegte. Außerdem wurde aus der eigentlich bösen Figur des Jason die eine gutmütige gemacht. Gedreht wurde, nach erfolgloser Suche nach geeigneten Drehorten, auf einer Bühne in den Filmstudios von 20th Century Fox.

## Veröffentlichung
Der Film hatte seine Weltpremiere, als er am 27. März 1959 in New York City in den Kinos startete. Er konnte bei einem Budget von geschätzten 1,71 Mio. US-Dollar allein in den USA und Kanada etwas mehr als 1,7 Mio. US-Dollar an den Kinokassen wieder einspielen. In Deutschland startete er am 24. April 1959 in den Kinos und wurde seitdem weder auf Video Home System, DVD noch Blu-ray Disc veröffentlicht. Lediglich der Soundtrack von North wurde 1993 von Colosseum Schallplatten als Compact Cassette veröffentlicht.